# Xanthisma
Xanthisma es un género de plantas fanerógamas perteneciente a la familia de las asteráceas. Comprende 24 especies descritas y sólo 13 aceptadas.

## Taxonomía
El género fue descrito por Augustin Pyrame de Candolle y publicado en Prodromus Systematis Naturalis Regni Vegetabilis 5: 94–95. 1836.
Etimología
Xanthisma: nombre genérico que deriva del griego que significa "aquello que se tiñe de color amarillo", en referencia a las flores.

## Especies seleccionadas
A continuación se brinda un listado de las especies del género Xanthisma aceptadas hasta junio de 2012, ordenadas alfabéticamente. Para cada una se indica el nombre binomial seguido del autor, abreviado según las convenciones y usos.
- Xanthisma blephariphyllum (A.Gray) D.R.Morgan & R.L.Hartm.
- Xanthisma coloradoense (A.Gray) D.R.Morgan & R.L.Hartm.
- Xanthisma gracile (Nutt.) D.R.Morgan & R.L.Hartm.
- Xanthisma gracilis D.R.Morgan & R.L.Hartm.
- Xanthisma grindelioides (Nutt.) D.R.Morgan & R.L.Hartm.
- Xanthisma gymnocephalum (DC.) D.R.Morgan & R.L.Hartm.
- Xanthisma gypsophilum (B.L.Turner) D.R.Morgan & R.L.Hartm.
- Xanthisma junceum (Greene) D.R.Morgan & R.L.Hartm.
- Xanthisma paradoxa (B.L. Turner & R.L. Hartm.) G.L. Nesom & B.L. Turner
- Xanthisma scabrellum (Greene) G.L. Nesom & B.L. Turner
- Xanthisma spinulosum (Pursh) D.R.Morgan & R.L.Hartm.
- Xanthisma texanum DC.
- Xanthisma viscidum (Wooton & Standl.) D.R.Morgan & R.L.Hartm.